# Matsatseng Community
Matsatseng Community är en gemenskap i Lesotho.   Den ligger i distriktet Quthing, i den sydvästra delen av landet, 120 km söder om huvudstaden Maseru.